# Болдумсаз
Болдумса́з (туркм. Boldumsaz, до 1993 года — Калинин) — город в этрапе, административный центр Болдумсазского этрапа (района) Дашогузского велаята (области) Туркменистана.

## Расположение
Железнодорожная станция на линии Ургенч—Бейнеу. Население — 39 582 чел. (2022).
В июне 2016 года Постановлением Меджлиса Туркменистана посёлок Болдумсаз Болдумсазского этрапа отнесен к категории города в этрапе, при этом с городом были объединены сёла Байджамерген, Бектемир, Дышкы, Гёкленг, Ушаган генгешлика 10 йыл абаданлык и село Галкыныш генгешлика Ровачлык Болдумсазского этрапа.